# تارغا فلوريو

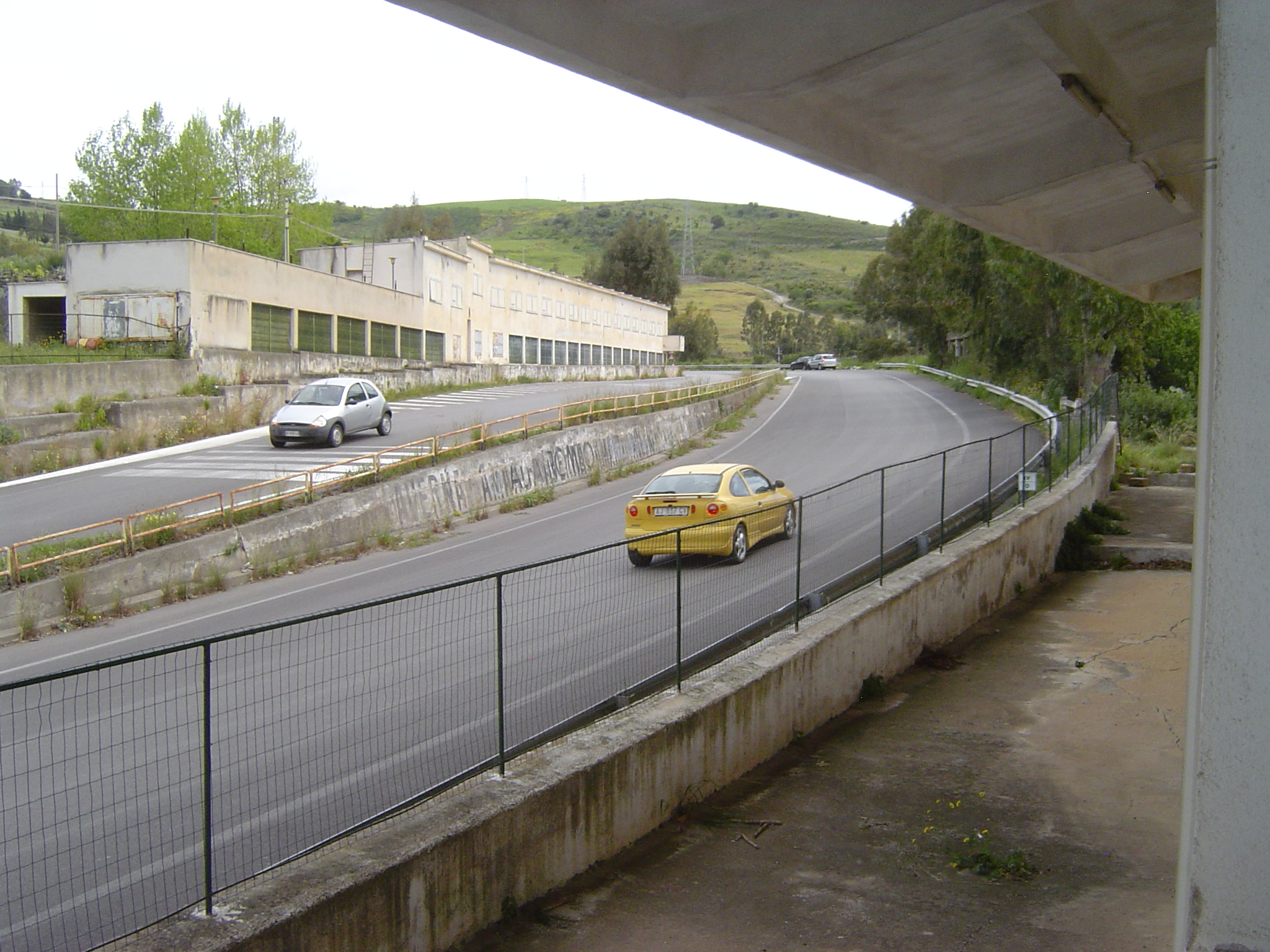
صورة للمسابقة من مقاعد المشاهدين 2010

تارغا فلوريو (بالإيطالية: Targa Florio)‏ هو سباق سيارات التحمل على الطرق المفتوحة ويجري في الجبال بالقرب من باليرمو في صقلية. بدأت المسابقة في عام 1906، حيث كانت أقدم مسابقة للسيارات الرياضية كما كانت جزءاً من بطولة العالم حتى عام 1973.